# Gigi Gustin
Gloria „Gigi“ Gustin (* 27. September 1996 in Glassboro, Gloucester County, New Jersey) ist ein US-amerikanisches Model, Reality-TV-Teilnehmerin, Schauspielerin und Filmproduzentin.

## Leben
Gustin wurde am 27. September 1996 in Glassboro geboren. Im Alter von fünf Jahren begann Gustin mit ersten Mitwirkungen in Werbespots. Nach ihrer Schulzeit nahm sie im Alter von 18 Jahren verstärkt Modelaufträge wahr. Sie war die jüngste Teilnehmerin der 2. Staffel der US-amerikanischen Fernsehsendung American Grit moderiert von John Cena. Sie konnte das Format gewinnen und erhielt das Preisgeld von 250.000 US-Dollar. Sie war in den Musikvideos zu Stop Trying to Be God von Travis Scott und Something Else von Tancred im Jahr 2018, in Goddamn von Tyga im Jahr 2019 und 2020 in The Ending von Papa Roach zu sehen. Ab 2019 wirkte sie in Kurzfilmen und Episodenrollen verschiedener US-amerikanischer Fernsehserien mit. Der Kurzfilm The Springfield Three, mit Gustin in eine der Hauptrollen, konnte auf dem Crimson Screen Horror Film Fest, dem New Jersey Horror Con and Film Festival und dem The Thing in the Basement Horror Fest jeweils die Kategorie Best Short (Film) gewinnen. Sie stellte 2020 in drei Episoden der Prime-Video-Serie Bulge Bracket die Rolle der Rosie dar und wirkte im selben Jahr in einigen B-Movies wie In the Drift, Asteroid-a-Geddon und Killer Advice mit.

## Filmografie (Auswahl)

### Schauspieler
- 2015: A Checklist for Murder (Fernsehdokumentation)
- 2017: Frat Star
- 2019: Girls Just Wanna Have Blood (Teenage Bloodsuckin' Bimbos)
- 2019: Down Jersey (Kurzfilm)
- 2019: Behind The Om (Miniserie)
- 2019: Hijab (Fernsehserie, Episode 1x03)
- 2019: The Springfield Three (Kurzfilm)
- 2019: Slice (Kurzfilm)
- 2019: People Magazine: Investigativ (Fernsehserie, eine Episode)
- 2020: Miniature (Kurzfilm)
- 2020: Bulge Bracket (Fernsehserie, 3 Episoden)
- 2020: In the Drift
- 2020: Buried in the Backyard (Fernsehserie, Episode 3x08)
- 2020: Asteroid-a-Geddon – Der Untergang naht (Asteroid-a-Geddon)
- 2020: Killer Advice
- 2021: The Retaliators
- 2022: The Wrong High School Sweetheart (Fernsehfilm)
- 2022: Sinister Stepsister (Fernsehfilm)
- 2022: Titanic 666
- 2022: Lord of the Streets
- 2022: Sally Floss – Digital Detective
- 2022: Dawn
- 2022: Nite Flirt (Kurzfilm)
- 2023: The Last Deal
- 2023: That’s a Wrap
- 2023: The Re-Education of Molly Singer
- 2024: American Trash

### Produktion
- 2019: The Springfield Three (Kurzfilm)
- 2020: Miniature (Kurzfilm)
- 2021: That Night (Kurzfilm)
- 2022: Nite Flirt (Kurzfilm)